# باراكودا بليدة
باراكودا بليدة (الاسم العلمي: Sphyraena obtusata)، هي نوع من أنواع أسماك الباراكودا التي تنتمي لفصيلة أسماك العقام. يتواجد هذا النوع من الأسماك في المناطق الاستوائية للمحيطات حول العالم. يمكن أن يصل طول أسماك الباراكودا البليدة إلى حوالي ما يقارب 55 سم.

## وصلات خارجية
- المؤلفان راينر فرويز ودانيال باولي (2006). "Sphyraena obtusata" في قاعدة الأسماك. نسخة May 2006.